# Cheilymenia erecta
Cheilymenia erecta är en svampart som först beskrevs av James Sowerby, och fick sitt nu gällande namn av Jean Louis Emile Boudier 1907. Cheilymenia erecta ingår i släktet Cheilymenia och familjen Pyronemataceae.   Inga underarter finns listade i Catalogue of Life.